# ФК «Арсенал» Тула в сезоне 2018/2019
Сезон 2018/2019 годов стал для футбольного клуба «Арсенал» 64-м в его истории. Команда приняла участие в 5-м чемпионате страны и в 11-м розыгрыше кубка.

## Соревнования
| Соревнование           | Первый матч      | Последний матч | Раунд-начало | Итог выступления | Статистика выступлений | Статистика выступлений | Статистика выступлений | Статистика выступлений | Статистика выступлений | Статистика выступлений | Статистика выступлений | Статистика выступлений | Ссылка |
| Соревнование           | Первый матч      | Последний матч | Раунд-начало | Итог выступления | И                      | В                      | Н                      | П                      | ГЗ                     | ГП                     | РМ                     | В%                     | Ссылка |
| ---------------------- | ---------------- | -------------- | ------------ | ---------------- | ---------------------- | ---------------------- | ---------------------- | ---------------------- | ---------------------- | ---------------------- | ---------------------- | ---------------------- | ------ |
| Чемпионат России       | 30 июля 2018     | 26 мая 2019    | 1 тур        | 6 место          | 30                     | 12                     | 10                     | 8                      | 40                     | 33                     | +7                     | 040,00                 |        |
| Кубок России           | 26 сентября 2018 | 15 мая 2019    | 1/16 финала  | полуфинал        | 6                      | 3                      | 2                      | 1                      | 11                     | 7                      | +4                     | 050,00                 |        |
| Всего                  | Всего            | Всего          | Всего        | Всего            | 36                     | 15                     | 12                     | 9                      | 51                     | 40                     | +11                    | 041,67                 |        |
| Обновлено: 30 мая 2019 |                  |                |              |                  |                        |                        |                        |                        |                        |                        |                        |                        |        |

## Премьер-лига

### Турнирная таблица
| Поз | Команда  | И  | В  | Н  | П  | МЗ | МП | РМ  | О  | Квалификация или выбывание |
| --- | -------- | -- | -- | -- | -- | -- | -- | --- | -- | -------------------------- |
| 4   | ЦСКА     | 30 | 14 | 9  | 7  | 46 | 23 | +23 | 51 | Групповой этап Лиги Европы |
| 5   | Спартак  | 30 | 14 | 7  | 9  | 36 | 31 | +5  | 49 | 3-й кв. раунд Лиги Европы  |
| 6   | Арсенал  | 30 | 12 | 10 | 8  | 40 | 33 | +7  | 46 | 2-й кв. раунд Лиги Европы  |
| 7   | Оренбург | 30 | 12 | 7  | 11 | 39 | 34 | +5  | 43 |                            |
| 8   | Ахмат    | 30 | 11 | 9  | 10 | 28 | 30 | −2  | 42 |                            |

Пункт 17.3. В случае равенства очков у двух и более команд места команд в таблице Чемпионата определяются:
− по результатам игр между собой (число очков, количество побед, разность забитых и пропущенных мячей, число забитых мячей, число забитых мячей на чужом поле);
− по наибольшему числу побед во всех матчах;
− по лучшей разности забитых и пропущенных мячей во всех матчах;
− по наибольшему числу забитых мячей во всех матчах;
− по наибольшему числу мячей, забитых на чужих полях во всех матчах.
Пункт 17.4. При абсолютном равенстве всех указанных показателей места команд в итоговой турнирной таблице определяются в дополнительном матче (турнире) между этими командами.

1. ↑  В связи с тем, что победитель Кубка России «Локомотив», уже квалифицировался в Лигу чемпионов, место в групповом этапе Лиге Европы для победителя Кубка России перешло к команде, занявшей четвёртое место.

### Статистика выступлений
| Итого | Итого | Итого | Итого | Итого | Итого | Итого | Итого | Дома | Дома | Дома | Дома | Дома | Дома | На выезде | На выезде | На выезде | На выезде | На выезде | На выезде |
| И     | О     | В     | Н     | П     | МЗ    | МП    | РМ    | В    | Н    | П    | МЗ   | МП   | РМ   | В         | Н         | П         | МЗ        | МП        | РМ        |
| ----- | ----- | ----- | ----- | ----- | ----- | ----- | ----- | ---- | ---- | ---- | ---- | ---- | ---- | --------- | --------- | --------- | --------- | --------- | --------- |
| 30    | 46    | 12    | 10    | 8     | 40    | 33    | +7    | 8    | 5    | 2    | 27   | 12   | +15  | 4         | 5         | 6         | 13        | 21        | −8        |

### Результаты по турам
| Тур   | 01 | 02 | 03 | 04 | 05 | 06 | 07 | 08 | 09 | 10 | 11 | 12 | 13 | 14 | 15 | 16 | 17 | 18 | 19 | 20 | 21 | 22 | 23 | 24 | 25 | 26 | 27 | 28 | 29 | 30 |
| ----- | -- | -- | -- | -- | -- | -- | -- | -- | -- | -- | -- | -- | -- | -- | -- | -- | -- | -- | -- | -- | -- | -- | -- | -- | -- | -- | -- | -- | -- | -- |
| Поле  | Д  | В  | Д  | В  | Д  | В  | Д  | Д  | В  | Д  | В  | Д  | В  | Д  | В  | Д  | В  | Д  | В  | Д  | В  | В  | Д  | В  | Д  | В  | Д  | В  | Д  | В  |
| Итог  | Н  | П  | В  | П  | П  | Н  | П  | Н  | П  | Н  | В  | Н  | П  | В  | П  | В  | П  | В  | Н  | В  | В  | Н  | Н  | В  | В  | Н  | В  | В  | П  | Н  |
| Место | 6  | 13 | 7  | 10 | 10 | 12 | 11 | 10 | 13 | 11 | 10 | 10 | 12 | 11 | 11 | 10 | 11 | 9  | 9  | 8  | 7  | 7  | 8  | 8  | 6  | 6  | 6  | 6  | 6  | 6  |

Последнее обновление: 13 августа 2018.
Источник: Российская Футбольная Премьер-Лига

Поле: Д = дома; В = на выезде. Итог: Н = ничья; П = команда проиграла; В = команда выиграла; О = матч отложен.

## Кубок России
Не вылетев из чемпионата России 2017/18, клуб получил право выступать в Кубке России сезона 2018/19, начав с 1/16 финала кубка.

### 1/16 финала
| 26 сентября 2018 1/16 финала | Сахалин | 1 : 2 | Арсенал |  |

### 1/8 финала
| 31 октября 2018 1/8 финала | Ахмат | 0 : 2 | Арсенал | Грозный              |
|                            |       |       |         | Стадион: Ахмат Арена |

### 1/4 финала
| 28 ноября 2018 1/4 финала | Оренбург | 2 : 4 | Арсенал | Оренбург         |
|                           |          |       |         | Стадион: Газовик |

| 6 марта 2019 1/4 финала | Арсенал | 1 : 1 | Оренбург | Химки                |
|                         |         |       |          | Стадион: Арена Химки |

### 1/2 финала
| 3 апреля 2018 1/2 финала | Урал | 1 : 0 | Арсенал | Екатеринбург                |
|                          |      |       |         | Стадион: Екатеринбург Арена |

| 15 мая 2019 1/2 финала | Арсенал | 2 : 2 | Урал | Тула             |
|                        |         |       |      | Стадион: Арсенал |

## Трансферы

### Лето 2018
Пришли
| Поз. | Игрок                | Прежний клуб    |
| ---- | -------------------- | --------------- |
| Вр   | Артур Нигматуллин*** | Амкар           |
| Вр   | Егор Шамов***        | Луч             |
| Защ  | Артём Сокол***       | Спартак         |
| ПЗ   | Зелимхан Бакаев*     | Спартак         |
| ПЗ   | Кадири Мохаммед*     | Аустрия         |
| ПЗ   | Георги Костадинов    | Маккаби (Хайфа) |
| ПЗ   | Резиуан Мирзов*      | Ростов          |
| ПЗ   | Сергей Ткачев*       | ЦСКА            |
| Нап  | Лука Джорджевич*     | Зенит           |
| Нап  | Даниил Лесовой*      | Зенит           |
| Нап  | Огнен Ожегович*      | Партизан        |

Ушли
| Поз. | Игрок                   | Новый клуб        |
| ---- | ----------------------- | ----------------- |
| Вр   | Игорь Обухов**          | Зенит             |
| Защ  | Иван Новосельцев**      | Зенит             |
| Защ  | Александр Столяренко*** | Тюмень            |
| Защ  | Стоппила Сунзу**        | Лилль             |
| ПЗ   | Александру Боурчану***  | Дунэря (Кэлэраши) |
| ПЗ   | Хабиб Маига**           | Сент-Этьен        |
| ПЗ   | Илья Максимов***        |                   |
| ПЗ   | Владислав Рыжков***     | Сибирь            |
| ПЗ   | Горан Чаушич            | Црвена Звезда     |
| Нап  | Артём Дзюба**           | Зенит             |
| Нап  | Федерико Расич***       | Пафос             |
| Нап  | Игорь Шевченко***       | Сызрань-2003      |

### Зима 2019
Пришли
| Поз. | Игрок              | Прежний клуб |
| ---- | ------------------ | ------------ |
| Защ  | Бакари Коне***     | Анкарагюджю  |
| Защ  | Максим Володько*** | БАТЭ         |

* В аренду  

** Из аренды  

*** Свободный агент 